# Čanići (Republika Serbska)
Čanići (cyr. Чанићи) – wieś w Bośni i Hercegowinie, w Republice Serbskiej, w gminie Šekovići. W 2013 roku liczyła 41 mieszkańców.